# Premier Division 2023-2024 (Bermuda)
La Premier Division 2023-2024,anche nota come Digicel Premier Division 2023-2024 per motivi di sponsorizzazione, è stata la sessantunesima edizione della massima serie del campionato Bermudiano di calcio. Il campionato è iniziato il 30 settembre 2023 e si è concluso il 3 aprile 2024. 
Il PHC Zebras è la squadra campione in carica, avendo conquistato il suo undicesimo titolo nazionale nella stagione 2022-2023. 

## Stagione

### Aggiornamenti
Dal campionato 2022-2023 sono retrocesso in First Division Boulevard Blazers e Robin Hood, ultime due classificate. Al loro posto sono state promosse Paget Lions e YMSC, prime due classificate della First Division.

### Formula
Le 10 squadre partecipanti giocano un girone di andata e ritorno, per un totale di 18 giornate. Al termine del campionato, la prima classificata è campione delle Bermuda e si qualifica per le competizioni CONCACAF, mentre le ultime due classificate sono retrocesse in First Division.

## Squadre partecipanti
| Club               | Città        | Stagione precedente    |
| ------------------ | ------------ | ---------------------- |
| Dandy Town Hornets | Hamilton     | 6° in Premier Division |
| Devonshire Cougars | Devonshire   | 2° in Premier Division |
| Hamilton Parish    | Saint George | 5° in Premier Division |
| North Village Rams | Hamilton     | 4° in Premier Division |
| Paget Lions        | Southampton  | First Division         |
| PHC Zebras         | Warwick      | Campione di Bermuda    |
| Somerset Trojans   | Somerset     | 8° in Premier Division |
| St. George's Colts | Saint George | 3° in Premier Division |
| X-Roads Warriors   | Saint George | 7° in Premier Division |
| YMSC               | Devonshire   | First Division         |

## Classifica
|                    | Pos. | Squadra            | Pt | G  | V  | N | P  | GF | GS | DR  |
| ------------------ | ---- | ------------------ | -- | -- | -- | - | -- | -- | -- | --- |
| Bermuda (bandiera) | 1.   | PHC Zebras         | 44 | 18 | 14 | 2 | 2  | 40 | 14 | +26 |
|                    | 2.   | North Village Rams | 42 | 18 | 13 | 3 | 2  | 47 | 20 | +27 |
|                    | 3.   | Devonshire Cougars | 34 | 18 | 11 | 1 | 6  | 54 | 30 | +24 |
|                    | 4.   | Hamilton Parish    | 26 | 18 | 7  | 5 | 6  | 37 | 30 | +7  |
|                    | 5.   | Paget Lions        | 25 | 18 | 7  | 4 | 7  | 32 | 32 | +0  |
|                    | 6.   | St. George's Colts | 23 | 18 | 6  | 5 | 7  | 31 | 34 | -3  |
|                    | 7.   | Dandy Town Hornets | 20 | 18 | 6  | 2 | 10 | 30 | 39 | -9  |
|                    | 8.   | YMSC               | 18 | 18 | 5  | 3 | 10 | 25 | 43 | -18 |
|                    | 9.   | Somerset Trojans   | 15 | 18 | 4  | 3 | 11 | 24 | 39 | -15 |
|                    | 10.  | X-Roads Warriors   | 7  | 18 | 1  | 4 | 13 | 19 | 58 | -39 |

Legenda:
      Campione di Bermuda e ammessa alle competizioni CONCACAF.
 Retrocessione diretta.